# Cratere Villa-Lobos
Villa-Lobos  è un cratere sulla superficie di Mercurio.